# Nasova
Nasova je vas v Občini Apače. Približno 180 vaščanov živi v približno 60 hišah. Nasova je razdeljena na štiri dele. Zgornja, sredja, spodnja in del, ki ima nenavadno ime Mala Amerika, to je staro ime za ta del, saj v njem prebiva le 9 ljudi v treh hišah. Skozi pelje panoramska cesta, ki je povezana z Avstrijo. 
Od nekdanje večine kmečega prebivalstva je danes ostalo le pet večjih kmetij. Ena izmed teh je tudi v zgornji nasovi po imenu Kmečki turizem Marko in nudi gostinske usloge. V Nasovi je bilo v preteklosti veliko muzikantov in to število še vedno raste, večino glasbenikov sodeluje v  Pihalnem orkestru Apače, ki ima preko 120 let dolgo tradicijo.